# Norton (Virginia)
Norton (oficialmente como City of Norton), fundada en 1894, es una de las 39 ciudades independientes del estado estadounidense de Virginia. En el año 2005, la ciudad tenía una población de 3,677 habitantes y una densidad poblacional de 200.2 personas por km², convirtiéndola en la ciudad con menos población del estado. Para propósitos censales la Oficina de Análisis Económico combina a la Ciudad de Norton con el condado de Wise.

## Geografía
Norton se encuentra ubicada en las coordenadas 36°56′12″N 82°37′31″O / 36.936805, -82.625146. Según la Oficina del Censo, la ciudad tiene un área total de 19,5 km² (7,5 mi²), de la cual 19,5 km² (7,5 mi²) es tierra y 0 km² (0 mi²) (0.0%) es agua.

## Demografía
Según el Censo de 2000, había 3,904 personas, 1,730 hogares y 1,067 familias residiendo en la localidad. La densidad de población era de 200.2 hab./km². Había 1,946 viviendas con una densidad media de 99.8 viviendas/km². El 91.57% de los habitantes eran blancos, el 6.15% afroamericanos, el 0.08% amerindios, el 1.00% asiáticos, el 0.13% isleños del Pacífico, el 0.18% de otras razas y el 0.90% pertenecía a dos o más razas. El 0.87% de la población eran hispanos o latinos de cualquier raza.
Los ingresos medios por hogar en la localidad eran de $22,788, y los ingresos medios por familia eran $30,889. Los hombres tenían unos ingresos medios de $30 000 frente a los $23,229 para las mujeres. La renta per cápita para el condado era de $16,024. Alrededor del 22.8% de la población estaban por debajo del umbral de pobreza.